# Marie-Christine de Bourbon-Siciles (1779-1849)
Pour les articles homonymes, voir Marie-Christine de Bourbon-Siciles.
Titre
Reine consort de Sardaigne
13 mars 1821 – 27 avril 1831
(10 ans, 1 mois et 14 jours)
Marie-Christine de Bourbon-Siciles (parfois appelée « de Naples-Sicile ») née le 17 janvier 1779 à Caserte et morte le 11 mars 1849 à Savone, est une princesse de la maison de Bourbon-Siciles, devenue reine consort de Sardaigne par son mariage avec le roi Charles-Félix.

## Biographie

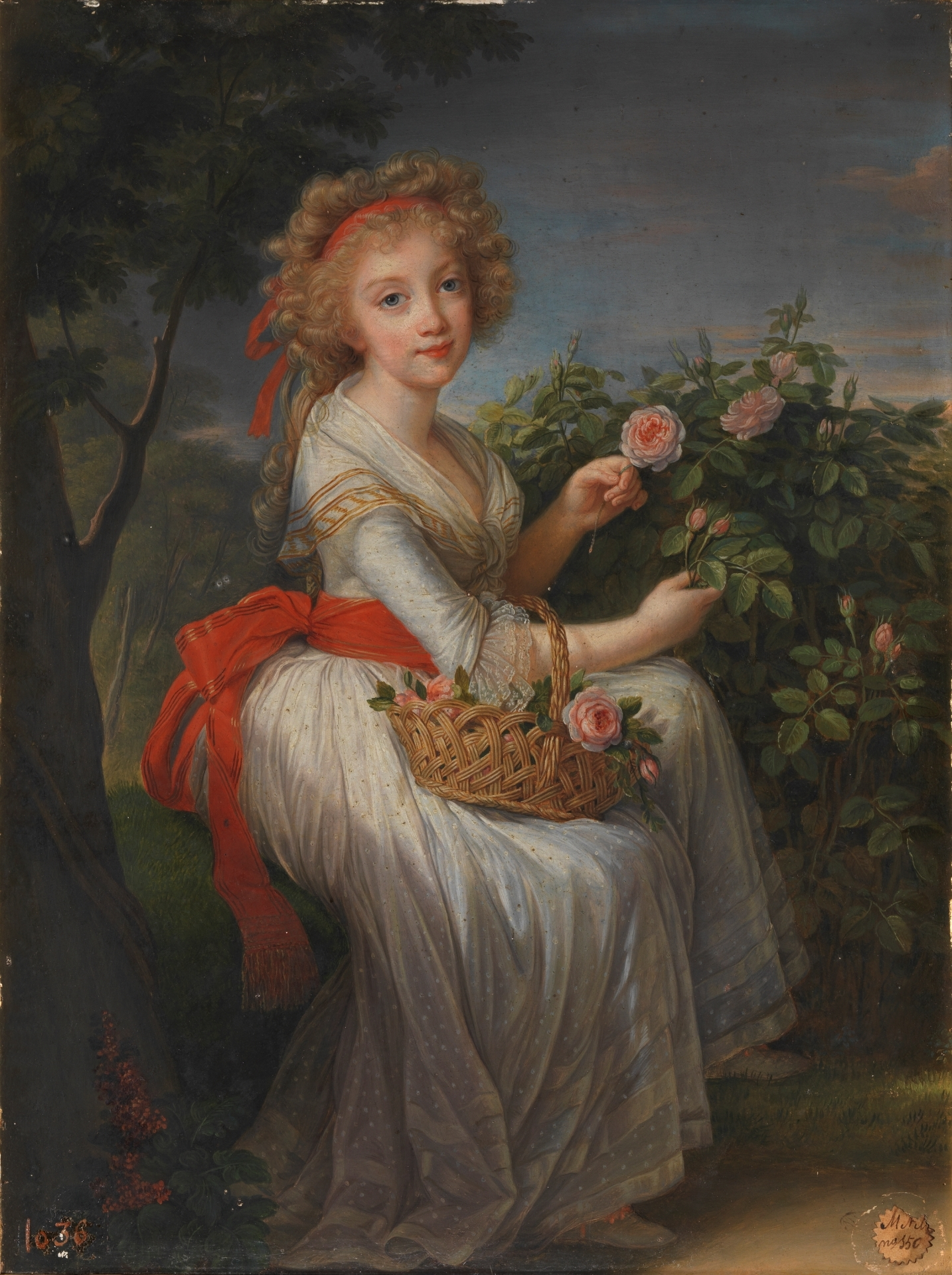
Marie Christine Thérèse de Bourbon, vers 1790
par Élisabeth Vigée Le Brun
musée du Prado, Madrid

Elle est le sixième enfant du roi Ferdinand Ier des Deux-Siciles et de son épouse Marie-Caroline d'Autriche.
En 1807, elle épouse Charles-Félix de Savoie, qui devient roi de Sardaigne en 1821.
C'est notamment à son mari et à elle que l'on doit l'essentiel de la restauration de l'abbaye d'Hautecombe durant la première moitié du XIXe siècle. Tous les deux y sont enterrés.

## Titres
- du 17 janvier 1779 au 6 avril 1807 : Son Altesse Royale la princesse Marie-Christine de Naples et de Sicile
- du 6 avril 1807 au 12 mars 1821 : Son Altesse Royale la duchesse de Genevois
- du 12 mars 1821 au 27 avril 1831 : Sa Majesté la reine de Sardaigne
- du 27 avril 1831 au 11 mars 1849 : Sa Majesté la reine douairière de Sardaigne